# 烏克蘭國家愛樂廳

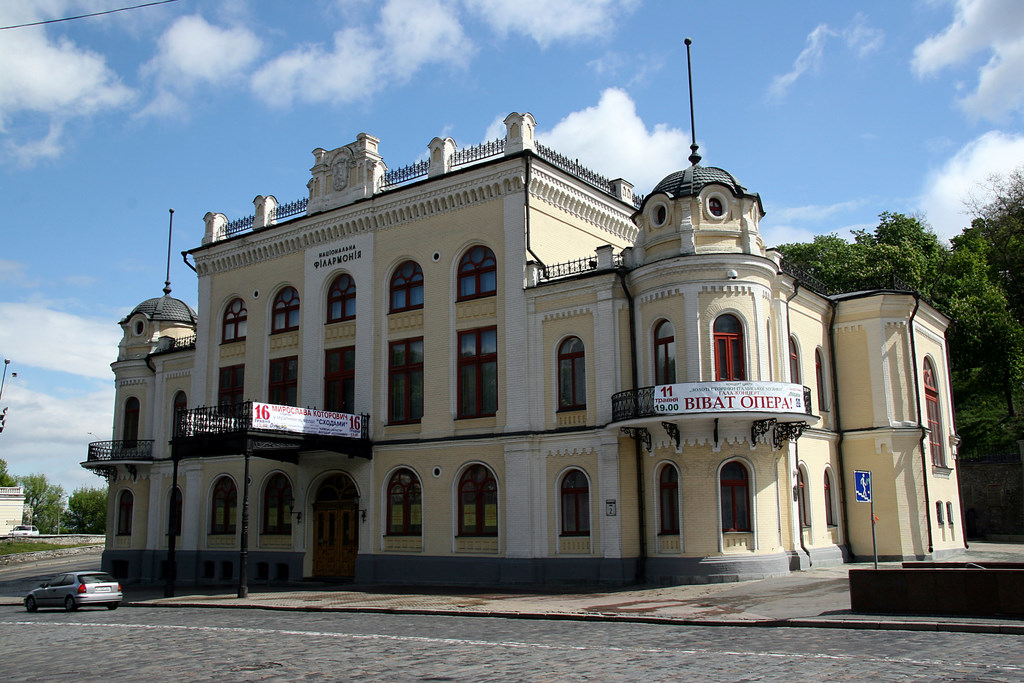
烏克蘭國家愛樂廳

50°27′12″N 30°31′42″E / 50.45333°N 30.52833°E
烏克蘭國家愛樂廳（烏克蘭語：Національна Філармонія України），又稱基輔愛樂廳、國家愛樂廳，位於烏克蘭首都基輔，是一座由兩個相連的音樂廳組成的音樂表演場地。這座建築物修建於19世紀後期，舉辦過眾多知名俄羅斯音樂家的音樂會。

## 外部連結
- Homepage （页面存档备份，存于） of the National Philharmonic of Ukraine